# Clonard
Clonard (em irlandês:  Cluain Eraird/Ioraird, "pasto de Erardo" / "de Ioraird") é um vilarejo e townland de Meath, na Irlanda, pela qual passa a estrada regional R148, entre Kinnegad e Enfield. Tem uma igreja católica, um cemitério e uma escola primária.

## História
Clonard é conhecido por ter sido uma das primeiras localidades cristãs na ilha, ligada a São Paládio (primeiro bispo da ilha, no século V) e tendo sido local da Abadia de Clonard, mosteiro fundado por São Finnian de Clonard no século VI e origem dos Doze Apóstolos da Irlanda. No ano de 838, os viquingues destruíram a abadia e executaram seus monges, retornando em 888 para aniquilá-la novamente. O edifício foi finalmente destruído no século XII por uma série de invasões, pilhagens e acidentes, entre as quais uma perpetrada pelo exército de Breifne, que roubou a espada de São Finnian e Cú Connacht Ua Dálaigh, Ollamh Érenn.
Por volta de 1117, Hugo de Lacy, Lorde de Meath, construiu um castelo de mota no vilarejo, hoje ponto de referência local.